# Championnat du Chili de football 1941
Navigation
Saison précédente Saison suivante
La saison 1941 du Championnat du Chili de football est la neuvième édition du championnat de première division au Chili. Les dix meilleures équipes du pays sont regroupées au sein d'une poule unique, où elles s'affrontent deux fois, à domicile et à l'extérieur; il n'y a ni promotion, ni relégation à l'issue de la saison.
C'est le club de Colo Colo qui remporte la compétition, après avoir terminé en tête du classement final, avec huit points d'avance sur le CD Santiago Morning et neuf sur Audax Italiano. C'est le troisième titre de champion du Chili de l'histoire du club.

## Les clubs participants
| - Deportes Magallanes - Colo Colo - Santiago Badminton FC - CF Universidad de Chile - Unión Española | - CD Universidad Católica - Audax Italiano - CD Santiago Morning - CD Green Cross - Santiago National Juventus |

## Compétition
Le barème utilisé pour établir le classement est le suivant :
- Victoire : 2 points
- Match nul : 1 point
- Défaite : 0 point

### Classement
| Rang | Équipe                     | Pts | J  | G  | N | P  | Bp | Bc | Diff |
| ---- | -------------------------- | --- | -- | -- | - | -- | -- | -- | ---- |
| 1    | Colo Colo                  | 30  | 17 | 13 | 4 | 0  | 59 | 27 | +32  |
| 2    | CD Santiago Morning        | 22  | 18 | 8  | 6 | 4  | 38 | 34 | +4   |
| 3    | Audax Italiano             | 21  | 18 | 8  | 5 | 5  | 51 | 35 | +16  |
| 4    | Deportes Magallanes        | 20  | 18 | 7  | 6 | 5  | 41 | 37 | +4   |
| 5    | Unión Española             | 19  | 17 | 7  | 5 | 5  | 43 | 41 | +2   |
| 6    | CD Universidad Católica    | 18  | 18 | 9  | 0 | 9  | 40 | 49 | -9   |
| 7    | Santiago National Juventus | 14  | 18 | 5  | 4 | 9  | 36 | 48 | -12  |
| 8    | CD Green Cross             | 12  | 17 | 6  | 0 | 11 | 31 | 44 | -13  |
| 9    | CF Universidad de Chile T  | 11  | 18 | 5  | 1 | 12 | 37 | 45 | -8   |
| 10   | Santiago Badminton FC      | 9   | 17 | 3  | 3 | 11 | 33 | 49 | -16  |

|  | Champion du Chili 1941 |
|  | T : Tenant du titre    |

- Les rencontres Badminton-Colo Colo et Green Cross-Union Española n'ont jamais été disputées.

## Bilan de la saison
| Championnat du Chili de football 1941 |                      |
| Champion                              | Colo Colo (3e titre) |
| Promotions et relégations             |                      |
| Promus en Primera División            | Aucun                |
| Relégués en Segunda División          | Aucun                |